# Warren Barton
Warren Dean Barton (* 19. März 1969 in Stoke Newington, London) ist ein ehemaliger englischer Fußballspieler und -trainer. Als Außenverteidiger, der auch im Mittelfeld eingesetzt werden konnte, war er vor allem in den 1990er-Jahren als Stammspieler des FC Wimbledon und Newcastle United bekannt.

## Sportlicher Werdegang

### Vereinskarriere

#### Maidstone & FC Wimbledon (1989–1995)
Barton begann seine Fußballerlaufbahn in der heimischen Nightingale High School und in der Bezirksauswahl von Redbridge. Dazu kamen Einsätze für die Grafschaft Essex sowie eine südenglische Schülerauswahl. Erste Erfahrungen im Vereinsfußball sammelte er ab 1984 beim FC Watford, aber dort wurde er als „zu klein“ befunden. Seine nächste Station war Leyton Orient, aber auch dort blieb er nur ein Jahr. Nachdem er zwischenzeitlich beim Amateurverein Leytonstone & Ilford untergekommen war, zahlte Maidstone United am 28. Juli 1989 die Ablösesumme von 10.000 Pfund für ihn. Maidstone United war kurz zuvor in die vierthöchste englische Spielklasse aufgestiegen und mit Barton als Rechtsverteidiger qualifizierten sich die „Stones“ in der Saison 1989/90 für die Play-off-Spiele zum Aufstieg in die dritte Liga. Dort unterlag das aufstrebende Team zwar im Halbfinale dem späteren Sieger Cambridge United, aber Barton hatte sich mit konstant guten Leistungen in über 40 Pflichtspielen innerhalb eines Jahres für höhere Aufgaben empfohlen.
Für 300.000 Pfund heuerte Barton schließlich beim Erstligisten FC Wimbledon an, wovon 30.000 Pfund an den Ex-Verein Leytonstone & Ilford gingen. Trotz eines unglücklichen Einstands bei der 0:3-Heimniederlage gegen den FC Arsenal zum Auftakt der Saison 1990/91 fügte sich der Neuzugang ohne größere Probleme ins neue Team ein und auf dem Weg zum achten Abschlusstabellenplatz verpasste er nur eine von 38 Ligapartien. Dabei zeigte er sich auf der rechten Außenbahn flexibel in Abwehr und Mittelfeld einsetzbar und sorgte mit Flanken immer wieder für Gefahr im gegnerischen Strafraum. In der anschließenden Spielzeit 1991/92 bestritt er sämtliche Pflichtspiele und war eine Konstante unter den wechselnden Trainern (Ray Harford (bis Oktober 1991), Peter Withe (Oktober 1991 bis Januar 1992) and zuletzt Joe Kinnear), wenngleich nunmehr in einer defensiveren Rolle.
Trotz eines vergleichsweise geringen Budgets gelang es Wimbledon mit Barton auch in den folgenden drei Jahren, sich in der neuen Premier League zu halten und der sechste Platz in der Saison 1993/94 bedeutete gar einen neuen Vereinsrekord. Nach zwischenzeitlichen Offerten von Vereinen wie den Blackburn Rovers, dem FC Everton, Celtic Glasgow und Sheffield Wednesday, wechselte Barton dann im Juni 1995 zu Newcastle United. Dabei zahlten die von Kevin Keegan trainierten „Magpies“ die damalige britischen Rekordablösesumme für einen Verteidiger in Höhe von vier Millionen Pfund und überboten damit den FC Arsenal.

#### Newcastle United (1995–2002)
Barton gab seinen Einstand für Newcastle am 19. August 1995 daheim gegen Coventry City. Fortan sah es lange danach aus, als ob er mit seinen Mannen in der Saison 1995/96 die englische Meisterschaft gewinnen konnte. Letztlich schmolz jedoch der 10-Punkte-Vorsprung auf Manchester United und Barton musste sich mit der Vizemeisterschaft zufriedengeben. In den beiden folgenden Jahren musste er sich verstärkt der Konkurrenz durch Steve Watson erwehren, den zunächst Keegan und später sein Nachfolger Kenny Dalglish bevorzugten. Als Watson im Oktober 1998 zu Aston Villa wechselte, kam er unter den neuen Trainern Ruud Gullit und Bobby Robson wieder regelmäßiger zum Einsatz. In der Spielzeit 2001/02 fiel er in der Hackordnung dann hinter Aaron Hughes zurück und nach lediglich fünf Ligapartien wechselte er am 1. Februar 2002 zu Derby County, das in der Premier League gegen den Abstieg spielte.

#### Karriereausklang (2002–2005)
Barton absolvierte alle vierzehn Restpartien in der Liga für Derby, aber trotz zweier Siege in den ersten drei Spielen plus einem Remis gegen den Spitzenklub Manchester United sorgten sieben Pleiten in den letzten acht Spielen dafür, dass Barton mit den „Rams“ den Gang in die Zweitklassigkeit antreten musste. Die Rückkehr in die englische Eliteklasse war in ferner Reichweite und der finanziell gebeutelte Klub belegte mit Barton in der Saison 2002/03 gerade einmal den 18. Platz (von 24 Klubs). Für die anschließende Spielzeit 2003/04 fand er unter Trainer George Burley weitgehend keine Berücksichtigung, so dass er im Oktober 2003 in die dritte Liga ablösefrei zum Aufstiegskandidaten Queens Park Rangers wechselte.
Für „QPR“ bestritt Barton jedoch nur fünf Pflichtspiele, bevor er Ende Februar 2004 nach Wimbledon zurückkehrte. Dort hatte sich eine Menge getan, nachdem sich der Klub noch bis zum Abstieg in der Saison 1999/2000 in der Premier League gehalten hatte. Im Mai 2002 war die Entscheidung getroffen worden, den Klub nach Milton Keynes umzuziehen und künftig als Milton Keynes Dons anzutreten. Bevor dies zur Saison 2004/05 umgesetzt wurde, absolvierte Barton mit Wimbledon noch fünf Ligapartien und am Ende stieg der Klub mit 33 Niederlagen als Tabellenletzter in die dritte Liga ab. Seine aktive Karriere endete nach Ablauf der Saison 2004/05 beim Fünftligisten Dagenham & Redbridge.

### Englische Nationalmannschaft
Noch bevor Barton zum damaligen Spitzenklub Newcastle United gewechselt war, debütierte der bereits 26-Jährige im Februar 1995 unter Terry Venables in der englischen Nationalmannschaft. Der Neuling profitierte in erster Linie von einer Verletzung von Rob Jones, aber die Partie gegen Irland wurde bereits nach 27 Minuten aufgrund von Publikumsausschreitungen abgebrochen. Die nächsten Bewährungschancen ergaben sich im selben Jahr beim Sommerturnier Umbro Cup, als er im zweiten Spiel gegen Schweden eingesetzt wurde und danach zu einem Kurzeinsatz gegen Brasilien per Einwechslung für John Scales kam. In der Folgezeit entwickelte sich der aufstrebende Gary Neville zum Stammspieler auf der rechten Abwehrseite und Barton blieb ohne weiteren Einsatz in einem A-Länderspiel.

### Nach der Profikarriere
Nach ersten Trainererfahrungen im Stab von Dagenham & Redbridge betreute Barton ab 2008 die U-18-Auswahl von Los Angeles Galaxy. Zwei Jahre später wurde er Cheftrainer von San Diego Flash, bevor ihn im Dezember 2012 die Los Angeles Blues aus der United Soccer League zum technischen Direktor ernannten. Dazu begann er beim Fernsehsender Fox Soccer Channel als Experte zu arbeiten.